# Association sportive Togo-Port
L'Association sportive Togo-Port,  en abrégé AS Togo-Port, est un club togolais de football basé à Lomé. Le club évolue  en première division du football togolais. Le stade dédié est le Stade Agoè-Nyivé.

## Palmarès
- Championnat National Togolais : 1
  - Champion : 2017
- Coupe du Togo : 2
  - Vainqueur : 2006, 2017
  - Finaliste : 2016
- Supercoupe du Togo : 1
  - Vainqueur : 2017
  - Finaliste : 2006